# 小木曽豊斗
小木曽 豊斗（こぎそ とよと）は、日本の脚本家。岐阜県出身。本名「小木曽 豊一」。旧漢字の「小木曾 豊斗」でクレジットされる場合もある。

## 来歴・人物
東京大学文学部中退。学生時代からシナリオライティングを始める。『太陽にほえろ!』でデビュー。以降、テレビドラマを中心に活躍中。サスペンス、時代劇、アニメなど幅広く手がける。

## 作品

### テレビドラマ
- 太陽にほえろ!（第417回）「ボスの誕生日」（日本テレビ、1980年8月1日）
- さすらい刑事旅情編（テレビ朝日）
  - 第1シリーズ（1988年10月12日 - 1989年3月22日）
  - 第2シリーズ（1989年10月11日 - 1990年3月21日）
  - 第3シリーズ（1990年10月10日 - 1991年3月20日）
  - 第5シリーズ（1992年10月14日 - 1993年3月31日）
  - 第6シリーズ（1993年10月20日 - 1994年3月30日）
- はぐれ刑事純情派（テレビ朝日）
  - 第2シリーズ（1989年4月5日 - 1989年10月4日）
  - 第3シリーズ（1990年4月4日 - 1990年9月19日）
  - 第4シリーズ（1991年4月10日 - 1991年9月25日）
  - 第5シリーズ（1992年4月8日 - 1992年9月23日）
  - 第6シリーズ（1993年4月7日 - 1993年10月6日）
  - 第7シリーズ（1994年4月6日 - 1994年9月21日）
  - 第8シリーズ（1995年4月12日 - 1995年9月20日）
  - スペシャル「殺意の富士山麓」（1995年10月11日）
  - 第9シリーズ（1996年4月10日 - 1996年9月25日）
  - 第10シリーズ（1997年4月2日 - 1997年10月1日）
  - 第11シリーズ（1998年4月1日 - 1998年9月30日）
  - 第12シリーズ（1999年3月31日 - 1999年9月29日）
  - 第13シリーズ（2000年4月5日 - 2000年9月27日）
  - 第14シリーズ（2001年4月4日 - 2001年9月26日）
  - 第15シリーズ（2002年4月3日 - 2002年10月2日）
  - 第16シリーズ（2003年4月2日 - 2003年9月17日）
- 付添婦・三好秀美の興味ある体験（日本テレビ、1989年11月15日 - 1989年11月15日）
- 火曜サスペンス劇場 単発ドラマ（日本テレビ）
  - 入籍 （1990年6月19日）
  - 不幸の手紙殺人事件 （1990年12月11日）
  - 結婚の行方 （1991年6月11日）
- 女弁護士・高林鮎子（第24作より「弁護士・高林鮎子」）（日本テレビ）
  - 第9作「北の街小樽に消えた女」（1991年4月9日）
  - 第13作「北斗星1号複合の接点」（1993年9月14日）
  - 第14作「浜名湖汽水域」（1994年3月1日）
  - 第15作「飛騨高山の女」（1994年11月15日）
  - 第18作「西の旅」（1996年3月12日）
  - 第19作「寝台特急北斗星の女」（1996年11月19日）
  - 第20作「豊肥本線早春の死角」（1997年3月11日）
  - 第21作「上毛高原逆流の殺意」（1997年11月11日）
  - 第22作「北陸本線の死角」（1998年7月14日）
  - 第23作「秋田新幹線冬の迷彩」（1999年2月9日）
  - 第24作「東京環状線夏の迷走」（1999年7月20日）
  - 第25作「瀬戸内を渡る死者」（1999年11月23日）
  - 第26作「雲仙長崎旅路の果て」（2000年4月11日）
  - 第27作「京都保津峡殺意の急流」（2000年8月29日）
  - 第28作「パリから届いた殺意」（2001年7月3日）
  - 第29作「フレッシュひたち17号の偽証」（2001年11月20日）
  - 第30作「やまびこ6号・十和田湖に泣く女」（2002年5月7日）
  - 第31作「寝台特急トワイライトエクスプレスの罠」（2003年1月7日）
  - 第32作「山形新幹線・つばさ106号の乗客」（2003年7月1日）
  - 第33作「特急うずしお30号の罠」（2004年7月6日）
  - 第34作「志摩の旅・みえ6号毒殺連鎖」（2005年7月5日）
- フルムーン旅情ミステリー（日本テレビ）第3作から最終話まで原案を担当（1991年1月8日 - 1993年12月14日）
  - 第5作「やさしい嘘 晩秋のみちのく松島殺人事件!」（1991年11月12日）
  - 第6作「断崖」（1992年4月28日）
- 女監察医・室生亜季子（第25作より「監察医・室生亜季子」）（日本テレビ）
  - 第11作「歪んだ告白」（1992年4月14日）
  - 第37作「最期の解剖」（2007年3月27日）
- HOTEL（TBS）
  - 第3シリーズ 第1・11話（1994年4月14日 - 1994年9月22日）
  - 第5シリーズ 第6・7話（1998年4月9日 - 1998年6月25日）
- 浅見光彦シリーズ 佐渡伝説殺人事件 （TBS、1995年7月31日）
- 風の刑事・東京発!（テレビ朝日、1995年10月18日 - 1996年3月20日）
- 温泉へ行こう（TBS）
  - 第1シリーズ 第16-19話（1999年9月13日 - 1999年12月10日）
  - 第2シリーズ（2000年11月27日 - 2001年2月23日）
- 変装婦警の事件簿2 豪華クルーザーお見合いパーティ連続殺人!（テレビ朝日、2001年9月8日）
- おみやさん 第1シリーズ 第5話（テレビ朝日、2002年5月9日 - 2002年7月18日）
- 女刑事みずき〜京都洛西署物語〜 第1シリーズ（テレビ朝日、2005年10月20日 - 2005年12月15日）
- 特命!刑事どん亀 第13話（TBS、2006年4月10日 - 2006年7月17日）
- 太閤記〜天下を獲った男・秀吉 第2・5話（テレビ朝日、2006年10月31日 - 2006年12月12日）
- 潮風の診療所〜岬のドクター奮戦記〜（フジテレビ、2007年6月22日）
- お江戸吉原事件帖 第5・6話（テレビ東京、2007年10月26日 - 12月21日）
- 100の資格を持つ女〜ふたりのバツイチ殺人捜査〜（テレビ朝日）
  - 第2作「ワインの里に蘇る悲劇のヒロイン」（2009年6月27日）
  - 第3作「風薫る水郷・老舗の醤油蔵に呪いの連続殺人!!」（2010年3月20日）
- 水戸黄門 第40部 第3・11・12話（2009年7月27日 - 12月21日）

### テレビアニメ
- 名探偵コナン（読売テレビ）
  - 第215話「ベイ・オブ・ザ・リベンジ（前編）」（2000年11月27日）
  - 第216話「ベイ・オブ・ザ・リベンジ（後編）」（2000年12月4日）
  - 第342話「ハウステンボスの花嫁」（2003年11月17日）
  - 第352話「フィッシング大会の悲劇（前編）」（2004年2月23日）
  - 第353話「フィッシング大会の悲劇（後編）」（2004年3月1日）
  - 第512話「砕けたホロスコープ」（2008年8月11日）
  - 第544話「不協和音を奏でる手」（2009年8月8日）
  - 第663話「ミヤマクワガタを追え」（2012年7月7日）
  - 第733話「披露宴と二つの銃声」（2014年3月22日）
  - 第750話「海に裏切られた男」（2014年9月6日）
  - 第838話「ふんわり気球で怪事件」（2016年11月5日）
  - 第875話「不思議な予知仏像」（2017年9月30日）
  - 第880話「探偵団と幽霊館」（2017年11月11日）
  - 第912話「モデルになった探偵団」（2018年9月8日）